# Carl Christian Schmid

Carl Christian Schmid

Carl Christian Friedrich Schmid (* 9. Mai 1886 in Osnabrück; † 6. April 1955 in Meerer Busch bei Düsseldorf) war ein deutscher Verwaltungsjurist und Politiker (DVP). Insgesamt war ihm eine konservative, antisozialistische Grundeinstellung zu eigen.

## Herkunft und Ausbildung
Carl Christian Schmid war Sohn des Präsidenten des Oberlandesgerichts Kiel Christian Schmid. Er besuchte von 1892 bis 1904 Schulen in Osnabrück, Celle und Posen, wo er 1904 das Abitur ablegte. Anschließend studierte er von 1904 bis 1907 an der Georg-August-Universität Göttingen, der Friedrich-Wilhelms-Universität zu Berlin und der Christian-Albrechts-Universität zu Kiel Rechtswissenschaft und Verwaltungswissenschaft. In Göttingen wurde er 1904 Mitglied des Corps Bremensia. Mit ihm aktiv waren Hans Fusban, Karl von Buchka und Melchior von der Decken. 1907 legte er das juristische Staatsexamen ab, dem sich der Vorbereitungsdienst anschloss. Ihm wurden zunächst Stellen am Amtsgericht Preetz und beim Oberpräsidenten der Provinz Schleswig-Holstein in Schleswig zugewiesen. 1911 bestand er am Kammergericht das Assessorexamen mit Auszeichnung.

## Karriere
Er ging unmittelbar in den Staatsdienst und erhielt als erstes 1911 die Stelle des stellvertretenden Landrates des Kreises Lebus. Bei Ausbruch des  Ersten Weltkriegs 1914 meldete sich Schmid als Freiwilliger zur Kaiserlichen Marine. Hier wurde er zur Intendantur in Kiel abgeordnet. 1915 in das preußische Innenministerium versetzt, war er zugleich beim Preußischen Staatskommissar für Volksernährung tätig. Im Zusammenhang damit war er am Zustandekommen des Erlasses zur Korn-, Mehl- und Brotbewirtschaftung vom 25. Januar 1915 beteiligt, der zur Getreideeinsparung das massenhafte Schlachten von Schweinen empfahl, was ihm dauerhaft den Spitznamen „Schweine-Schmid“ einbrachte. 1917 wurde er Regierungsrat.

### Landrat
Am 29. Oktober 1918 wurde er zum Nachfolger des amtsenthobenen Landrats des Landkreises Hanau, Maximilian Laur von Münchhofen, zunächst kommissarisch, ernannt. Am 4. November 1918 nahm er die Dienstgeschäfte auf. Als wenige Tage später das kaiserliche Deutschland nach dem verlorenen Krieg in der Novemberrevolution zusammenbrach, bildeten sich Arbeiter- und Soldatenräte, so auch in Hanau unter Führung von Friedrich Schnellbacher.
Schmid versuchte sich angesichts der im ganzen Reich ungewissen Lage nach allen Seiten abzusichern. Zum einen suchte er Unterstützung beim – jetzt sozialdemokratisch geführten – preußischen Innenministerium und dem Stellvertretenden Generalkommando in Frankfurt, die er beide auch persönlich in den folgenden Wochen mehrmals aufsuchte. Zum andern versuchte er, in den Arbeiter- und Soldatenrat aufgenommen zu werden, was scheiterte. Der Arbeiter- und Soldatenrat in Hanau setzte Schmid vielmehr am 8. November 1918 ab und ernannte am 11. November 1918 den Arzt Georg Wagner zum Landrat und Polizeidirektor des Landkreises Hanau. Da Wagner aber keine Verwaltungserfahrung hatte, wurde Schmid dem neuen Landrat unterstellt.
Schmid wehrte sich gegen seine Entmachtung, indem er gegenüber Militär und Innenministerium das Chaos und die Unsicherheit betonte, die der Arbeiter- und Soldatenrat verursache. Das Problem für ihn war, dass der Arbeiter- und Soldatenrat in Hanau – in enger Zusammenarbeit mit dem örtlichen Militär – sowohl die öffentliche Sicherheit als auch die Versorgungslage sehr gut in den Griff bekam. Die von Schmid prophezeiten Unruhen fanden zunächst nicht statt. Um aus dem Einflussbereich des Hanauer Arbeiter- und Soldatenrats zu gelangen, verlegte er die Amtsgeschäfte des Kreisausschusses – unter Mitnahme der Kasse des Landkreises – in das „Hotel Basler Hof“ nach Frankfurt am Main. Am 13. Januar 1919 sprach sich der Kreistag (noch in seiner alten Zusammensetzung und in einer Sitzung, die im Römer (Frankfurt am Main) stattfand) für Schmid als Landrat aus.
Im Januar 1919 verstärkte Schmid seine Eingaben bei staatlichen Aufsichtsbehörden und Militär, behauptete, dass die Situation in Hanau unhaltbar geworden sei und forderte Intervention. Die in Preußen und dem Reich regierende Sozialdemokratie sah die Arbeiter- und Soldatenräte inzwischen auch eher als Konkurrenz. In der Nacht vom 15. auf den 16. Januar 1919 versuchten Soldaten des Kommandos der 18. Armee in Bad Nauheim militärisch gegen den ASR und seine Schutzwehr in Hanau vorzugehen, was scheiterte, jedoch den amtierenden Landrat, Georg Wagner, die Aussichtslosigkeit seiner politischen Lage erkennen ließ. Er trat zurück, ebenso der Arbeiter- und Soldatenrat als politischer Verantwortungsträger am 25. Januar 1919.
Schmid blieb aber zunächst in Frankfurt, da er erst nach einem militärischen Eingreifen und der Verhaftung der „Schuldigen“ nach Hanau zurückkehren wollte. Am 29. Januar 1919 erfolgte eine erneute Ernennung Schmids zum Landrat und zum 15. Februar 1919 seine endgültige Bestallung als Landrat des Landkreises Hanau. Am 18. Februar 1919 geriet eine Versammlung der USPD außer Kontrolle. Es kam zu einem Krawall und in der Folge drei Tage lang zu Plünderungen. Dies bewog nun das Militär einzugreifen, Hanau am 20. Februar 1919 zu besetzen und denn Belagerungszustand auszurufen. Gegenwehr wurde aber nicht geleistet. Landrat Schmid konnte so im Gefolge des Militärs wieder im Landratsamt Hanau einziehen.
Mit dem Amt des Landrats verbunden war seine Mitgliedschaft im Kommunallandtag Kassel und im Provinziallandtag der Provinz Hessen-Nassau.
Im September 1919 wechselte er wieder ins preußische Innenministerium, diesmal als persönlicher Referent des Ministers Wolfgang Heine.

### Bürgermeister, Reichskommissar, Staatssekretär und Landtagsabgeordneter
Im Dezember 1919 wurde er zum Bürgermeister in Düsseldorf gewählt und trat das Amt zum 12. Januar 1920 an. Bis 1921 organisierte er die Gründung der Bürohausgesellschaft, die zunächst das Ziel verfolgte, an städtebaulich bedeutenden Standorten der Stadt Büroimmobilien zu entwickeln. Die städtische Gesellschaft initiierte als erstes den Bau des Industriehauses Düsseldorf, des Wilhelm-Marx-Hauses und des Stummhauses – markante Immobilien, die zu den ersten Hochhäusern Deutschlands zählen. Im Zuge der Rheinlandbesetzung wurde er im Januar 1923 von der französischen Besatzungsmacht zunächst verhaftet, dann ausgewiesen. Ab 1923 hatte er eine Reihe von Ämtern in Zusammenhang mit der Ruhrbesetzung inne: Im Februar 1923 wurde er Reichskommissar für den Ruhr-Kampf, im August des gleichen Jahres Generalkommissar des Reiches für Rhein und Ruhr und zugleich Stellvertreter des Reichsministers für die besetzten Gebiete, anschließend Reichskommissar für die besetzten Gebiete und ab dem 1. Juni 1926 Staatssekretär des Reichsministeriums für die besetzten Gebiete. In dieser Funktion verblieb er bis zur Auflösung des Ministeriums im Jahr 1930.
1924–1928 saß Schmid als Abgeordneter zugleich für die Deutsche Volkspartei im Preußischen Landtag. 1928–1932 war er Abgeordneter der DVP im Reichstag (Weimarer Republik).

### Regierungspräsident
Nach der Machtergreifung holte Hermann Göring Schmid zum 17. Februar 1933 erneut ins preußische Innenministerium, als „Kommissar für Sonderaufträge“. Zum 6. Mai 1933 wurde er zum Regierungspräsidenten im Regierungsbezirk Düsseldorf ernannt. Seine Amtszeit war durch Querelen mit dem nationalsozialistischen Oberpräsidenten Josef Terboven und dem Gauleiter Friedrich Karl Florian gekennzeichnet. Die Gauleitung nahm die Novemberpogrome 1938 auch zum Anlass, eine Kampagne gegen Schmid zu inszenieren, da seine Frau nach den Nürnberger Gesetzen als „jüdisch“ galt. Am Mittag des 10. November kam es zu tumultartigen Szenen vor dem Gebäude der Düsseldorfer Regierung, bei denen ca. 3.000 Angehörige der Hitler-Jugend und der Sturmabteilung lautstark Schmids Rücktritt forderten, einige auch gewaltsam in das Gebäude eindrangen. Einzelne Teilnehmer riefen „Schweineschmid heraus“ und „Nieder mit dem Judenschmid, raus mit dem Judenschwein.“ Die Abendausgabe der Rheinischen Landeszeitung schrieb: „Dann zogen Tausende von Volksgenossen zum Ufer der Alten Garde, wo sie in Sprechchören durch Niederrufe ihren Abscheu darüber Ausdruck gaben, dass ein dort beschäftigter Beamter auch heute noch mit einer Jüdin verheiratet ist.“ Er wurde wegen seiner Mischehe, die gegen das Gesetz zur Wiederherstellung des Berufsbeamtentums verstieß – formal auf eigenen Antrag –, noch am selben Tag beurlaubt. 1943 wurde er in den Ruhestand versetzt.

### Wirtschaftsfunktionär
Er wechselte in die Wirtschaft, wo er bis 1947 in einigen Verwaltungs- und Aufsichtsräten tätig war. Dazu zählten die Süddeutsche Eisenbahn-Gesellschaft, die Bergbau AG Ewald-König Ludwig und die Rheinisch-Westfälische Elektrizitätswerk AG. Hier nahm er die Interessen der drei Großbanken Deutsche Bank, Dresdner Bank und Commerz- und Privatbank wahr.
1947 wurde er Vorsitzender der Deutschen Schutzvereinigung für Wertpapierbesitz, zunächst in Nordrhein-Westfalen, später bundesweit bis zu seinem Tod. In dieser Eigenschaft schaffte er es bis auf die Titelseite der Zeitschrift Der Spiegel. Kritisiert wurde hier seine Nähe zu den Großbanken. Er war weiter und zunehmend in zahlreichen Verwaltungs- und Aufsichtsräten vertreten und versuchte, die von den Alliierten betriebene Auflösung der deutschen Großkonzerne, etwa der I. G. Farben, im Sinne der Aktionäre zu steuern.
Kurz vor seinem 69. Geburtstag gestorben, wurde er auf dem Nordfriedhof (Düsseldorf) beerdigt.

## Familie
Verheiratet war er seit dem 22. Juli 1917 mit Edda Mathilde geb. Werther.

## Ehrungen
- Am 21. Juli 1938 wurde er von Wilhelmina (Niederlande) zum Großoffizier des Ordens von Nassau-Oranien ernannt.[3]